# Nicki French
Nicola "Nicki" Sharon French, född 26 september 1964 i Carlisle, är en brittisk sångare och dansare. French är mest känd för sin coverversion av Bonnie Tylers Total Eclipse of the Heart och för att hon representerade Storbritannien i Eurovision Song Contest 2000 i Stockholm med låten "Don't Play That Song Again".

## Diskografi (urval)
Album
- 1995 – Secrets
- 1997 – French Revolution
- 2015 – One Step Further
- 2017 – A Very Nicki Christmas
- 2018 – Glitter To The Neon Lights

Singlar
- 1995 – "Total Eclipse of the Heart" (UK #5)[1]
- 1995 – "For All We Know" (UK #42)[1]
- 1995 – "Did You Ever Really Love Me" (UK #55)[1]
- 1995 – "Is There Anybody Out There?" (UK #83)[1]
- 1997 – "Te Amo" (UK #84)[1]
- 2000 – "Don't Play That Song Again" (UK #34)[1]